# زیمنووودا (استان اشوی‌داشکسیه)
زیمنووودا (به لهستانی: Zimnowoda) یک منطقهٔ مسکونی در لهستان است که در گمینا بوگوریا واقع شده‌است. زیمنووودا ۲۳۶٫۵ متر بالاتر از سطح دریا واقع شده‌است.